# Arnold Wilson
Göran Arnold Wilson, född 25 maj 1883 i Göteborg, död 23 februari 1930 i Askim, var en svensk skeppsredare.
Arnold Wilson var son till skeppsredaren A.O. Wilson och Olga Robertson, och var sedan 1907 gift med Kerstin Lignell, dotter till direktör R. Lignell och E. Allen.
Wilson bedrev studier i Hannover, och var kontorsanställd i Le Havre och Hull åren 1900-1903. Därefter var han anställd på Wilson & Co i Göteborg 1904-1912, 1912-1917 delägare i firman och 1917-23 ensam innehavare. 1923 inträdde konsul William Kjellberg som hälftenägare. Kjellberg tog över hela ägandet efter Wilsons bortgång. Arnold Wilson var under sin livstid även direktör i Wilson & Co i Stockholm och Köpenhamn samt för AB Hofås Villastad. Han ägde och bebodde Mariehus i Stora Hovås.